# Chrysoporthe inopina
Chrysoporthe inopina är en svampart som beskrevs av Gryzenh. & M.J. Wingf. 2006. Chrysoporthe inopina ingår i släktet Chrysoporthe och familjen Cryphonectriaceae.   Inga underarter finns listade i Catalogue of Life.